# Maison, 8 rue des Merciers (La Rochelle)
La maison, bâtie entre le XVIe siècle et XVIIe siècle, est située 8 rue des Merciers à La Rochelle, en France. L'immeuble a été classé au titre des monuments historiques en 1923.

## Historique
Le bâtiment est classé au titre des monuments historiques par arrêté du 4 avril 1923.